# Il secolo cinese
Il secolo cinese è un saggio di Federico Rampini sull'economia emergente del momento, la Cina. 
L'autore prende spunto dai timori e dagli stupori occidentali, e in particolar modo italiani, nei confronti del mercato cinese.

## Edizioni
- Federico Rampini, Il secolo cinese, collana Collezione Strade Blu, Mondadori, 2005,  p. 350, ISBN 88-04-54482-1.